# Floressas
Floressas é uma comuna francesa na região administrativa de Occitânia, no departamento de Lot. Estende-se por uma área de 13,84 km². Em 2010 a comuna tinha 171 habitantes (densidade: 12,4 hab./km²).